# Elly van Hulst

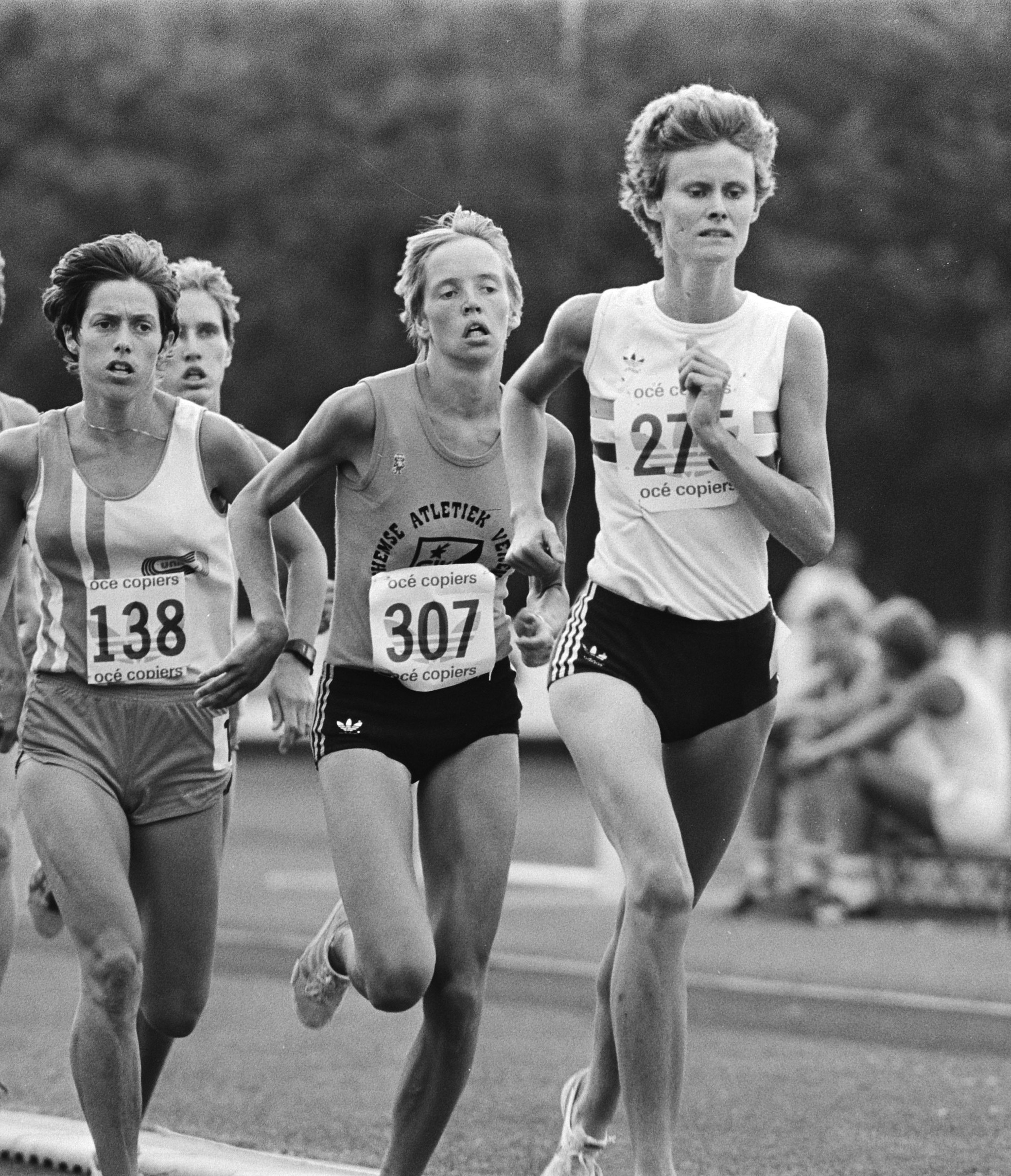
Elly van Hulst (rechts) 1983

Elisa Maria „Elly“ van Hulst (* 9. Juni 1959 in Culemborg) ist eine ehemalige niederländische Leichtathletin, die ihre größten Erfolge in der Halle feierte. 1989 war sie Hallenweltmeisterin im 3000-Meter-Lauf.

## Karriere
Sie begann als Kind mit Ballett, mit elf Jahren fand sie zur Leichtathletik. Nach der Mittelstufe wechselte sie von Maastricht nach Leeuwarden und trainierte unter Theo Kersten, den sie später heiraten sollte. 1978 gewann sie den ersten ihrer 68 niederländischen Meistertitel.
Ihren ersten internationalen Endlauf erreichte sie bei den Europameisterschaften 1982 in Athen, als sie im 1500-Meter-Lauf Achte in 4:07,76 min wurde. 1984 wurde sie bei den Halleneuropameisterschaften in Göteborg in 4:11,09 min Zweite hinter Fița Lovin und vor Sandra Gasser. Bei den Olympischen Spielen 1984 in Los Angeles erreichte sie das Finale, wurde dort aber in 4:11,58 min nur Zwölfte und Letzte. Bei den Hallenweltspielen 1985 in Paris-Bercy siegte sie in 4:11,41 min mit einer Hundertstelsekunde Vorsprung vor Fita Lovin. Nachdem sie bei den Halleneuropameisterschaften 1985 Sechste über 1500 Meter geworden war, belegte sie 1986 den vierten Platz. Bei den Europameisterschaften 1986 erreicht sie das Finale über 1500 Meter, Elfte in 4:06,72 min, und über 3000 Meter, Neunte in 8:49,22 min.
Bei den Halleneuropameisterschaften 1987 in Liévin startete sie erstmals nur über 3000 Meter und wurde in 8:51,40 min Zweite hinter Yvonne Murray und vor Brigitte Kraus. Bei den Hallenweltmeisterschaften 1987 in Indianapolis wurde sie Achte in 8:57,46 min. Im Sommer bei den Freiluftweltmeisterschaften in Rom wurde sie in 4:03,63 min Achte über 1500 Meter und in 8:42,56 min Sechste über 3000 Meter. Bei den Halleneuropameisterschaften 1988 gewann sie in 8:44,50 min vor Vera Michallek. In Seoul bei den Olympischen Spielen 1988 wurde sie über 3000 Meter Neunte in 8:43,92 min.
In der Hallensaison 1989 siegte sie bei den Halleneuropameisterschaften in Den Haag nach einem reinen Bummelrennen in 9:10,01 min. Vierzehn Tage später bei den Hallenweltmeisterschaften 1989 in Budapest entwickelte sich hingegen ein ganz schnelles Rennen. Zusammen mit Liz McColgan löste sich Elly van Hulst frühzeitig vom Feld, am Ende siegte die Niederländerin in 8:33,82 min und einer knappen Sekunde Vorsprung auf die Schottin. Die Zeit bedeutete neuen Hallenweltrekord. Erst 2001 unterbot Gabriela Szabo diesen Weltrekord. Elly van Hulst wurde 1989 zur Sportlerin des Jahres gewählt.
Bei den Halleneuropameisterschaften 1990 in Glasgow gewann sie ihren dritten Titel in Folge, als sie nach 8:57,28 min vor Margareta Keszeg siegte. Kurz darauf begann eine lange Leidenszeit für Elly van Hulst, eine Erkrankung hemmte sie in ihrer Leistungsstärke, ohne dass die Ärzte die richtige Medikation fanden. Als Nebenfolge der Behandlung einer Virusinfektion bekam sie Asthma, ihre Mittel gegen Asthma standen auf der Verbotsliste der Dopingagenturen. An ihre großen Erfolge konnte sie nicht mehr anknüpfen, der Versuch einer Teilnahme an den Olympischen Spielen 1996 scheiterte.
Bei einer Körpergröße von 1,72 m betrug ihr Wettkampfgewicht 56 kg. Nach ihrer Karriere ließ sie sich mit ihrem Mann Theo Kersten an der Algarve als Immobilienmaklerin nieder.

## Niederländische Meistertitel
Freiluft
| Distanz      | Jahr                                                       |
| ------------ | ---------------------------------------------------------- |
| 800 Meter    | 1978, 1979, 1981, 1982, 1983, 1984, 1985, 1986, 1988       |
| 1500 Meter   | 1981, 1982, 1983, 1984, 1985, 1986, 1987, 1988, 1989       |
| 3000 Meter   | 1982, 1983, 1984, 1985, 1986, 1987, 1988, 1989, 1990, 1993 |
| 5000 Meter   | 1983, 1984                                                 |
| 10.000 Meter | 1983, 1984                                                 |
| 15 Kilometer | 1984                                                       |

Halle
| Distanz    | Jahr                                                                   |
| ---------- | ---------------------------------------------------------------------- |
| 800 Meter  | 1978, 1979, 1980, 1981, 1982, 1983, 1984, 1985, 1986, 1987, 1988, 1990 |
| 1500 Meter | 1981, 1982, 1983, 1984, 1985, 1986, 1988, 1990, 1993                   |
| 3000 Meter | 1982, 1984, 1985, 1986, 1987, 1988, 1989, 1990, 1992, 1993, 1995       |

## Bestzeiten
- 800 Meter: 1:59,62 min (1981)
- 1500 Meter: 4:03,63 min (1987)
- 3000 Meter: 8:33,97 min (1988) Freiluft; in der Halle: 8:33,82 min (1989)
- 5000 Meter: 15:17:08 min (1989)
- 10.000 Meter: 32:48,15 min (1988)

Insgesamt stellte sie von 1981 bis 1989 neun Freiluftlandesrekorde und sechzehn Hallenlandesrekorde auf.